# UDP-N-acetil-D-manozamin dehidrogenaza
-acetil--manozamin dehidrogenaza (EC 1.1.1.336, UDP-ManNAc 6-dehidrogenaza, wecC (gen)) je enzim sa sistematskim imenom UDP-N-acetil-alfa--manozamin:NAD+ 6-oksidoreduktaza. Ovaj enzim katalizuje sledeću hemijsku reakciju
-acetil-alfa--manozamin + 2 NAD+ +2O {\displaystyle \rightleftharpoons } -acetil-alfa--manozaminuronat + 2 NADH + 2 H+
Ovaj enzim je deo puta za biosintezu acetamido šećera kod bakterija i arheja. On ne funkcioniše sa NADP+.

## Literatura
- Nicholas C. Price; Lewis Stevens (1999). Fundamentals of Enzymology: The Cell and Molecular Biology of Catalytic Proteins (Third изд.). USA: Oxford University Press. ISBN 019850229X.
- Eric J. Toone (2006). Advances in Enzymology and Related Areas of Molecular Biology, Protein Evolution (Volume 75 изд.). Wiley-Interscience. ISBN 0471205036.
- Branden C; Tooze J. Introduction to Protein Structure. New York, NY: Garland Publishing. ISBN 0-8153-2305-0.
- Irwin H. Segel. Enzyme Kinetics: Behavior and Analysis of Rapid Equilibrium and Steady-State Enzyme Systems (Book 44 изд.). Wiley Classics Library. ISBN 0471303097.

## Spoljašnje veze
- UDP-N-acetyl-D-mannosamine+dehydrogenase на 